# 45 Ophiuchi
d Ophiuchi
Ne doit pas être confondu avec Delta (δ) Ophiuchi.
Désignations
45 Ophiuchi (en abrégé 45 Oph) est une étoile jaune-blanche de la constellation d'Ophiuchus, localisée près de sa limite sud avec le Scorpion. Elle porte également la désignation de Bayer de d Ophiuchi, 45 Ophiuchi étant sa désignation de Flamsteed. L'étoile est visible à l'œil nu avec une magnitude apparente de 4,28.

## Histoire
Dans le passé, l'étoile a été intégrée à la constellation du Télescope lorsque Nicolas Louis de Lacaille l'a créée au XVIIIe siècle et elle a ainsi reçu la désignation de Theta Telescopii. Cependant, lorsque les frontières des constellations ont été formellement définies, le Télescope a été retreint à sa portion, rectangulaire, la plus méridionale. L'étoile, désormais dans la constellation d'Ophiuchus, est aujourd'hui connue par les désignations de d Ophiuchi ou de 45 Ophiuchi.

## Environnement stellaire
45 Ophiuchi présente une parallaxe annuelle mesurée par le satellite Hipparcos de 29,23 ± 0,20 mas, ce qui permet d'en déduire qu'elle est distante de 111,6 ± 0,8 a.l. (∼ 34,2 pc) de la Terre. Elle s'éloigne du système solaire à une vitesse radiale héliocentrique de +38 km/s.
C'est une étoile solitaire, qui ne possède pas de compagnon qui lui serait connu.

## Propriétés
45 Ophiuchi est une étoile jaune-blanche de type spectral F5III-IV, ce qui indique que son spectre montre à la fois des traits d'une étoile sous-géante et d'une étoile géante plus évoluée. Elle est âgée d'environ 1,2 milliard d'années. Sa masse est 1,7 fois supérieure à celle du Soleil et son rayon est 3,2 fois plus grand que le rayon solaire. L'étoile est 19 fois plus lumineuse que le Soleil et sa température de surface est de 6 750 K. Elle tourne rapidement sur elle-même à une vitesse de rotation projetée de 65 km/s.